# Tharrhalea cerussata
Tharrhalea cerussata là một loài nhện trong họ Thomisidae.
Loài này thuộc chi Tharrhalea. Tharrhalea cerussata được Eugène Simon miêu tả năm 1886.